# Candidula setubalensis
Candidula setubalensis е вид охлюв от семейство Hygromiidae. Видът е застрашен от изчезване.

## Разпространение и местообитание
Разпространен е в Португалия.
Обитава гористи местности и храсталаци.

## Описание
Популацията на вида е намаляваща.